# Sikbāŷ
El sikbāŷ o sikbaǧ (en árabe: سِكْبَاج‎) es una antigua preparación culinaria árabe que consiste en carne marinada en vinagre con especias. Esta receta consta en libros de cocina musulmanes ya en el siglo XVI, en muchas variantes como el sikbāŷ de berenjenas. Fue introducido en la península ibérica durante la conquista musulmana, y fue uno de los más reconocidos platos de la gastronomía andalusí. Sería el precursor del escabeche, receta que aparece por primera vez en textos cristianos en el Libro de cozina de Ruperto de Nola (1520-1525).

## Historia
El sikbāŷ se menciona en poemas árabes como el de  Abd al-Malik bin Muhammad bin Ismail:

وسكباجة تشفي السقام بطيبها ... على أنها جاءت بلون سقيم

y el sikbāŷ cura las enfermedades con su aroma... aunque se presente con un color enfermizo.

فتنتنا بريحها السكباجه ... فتركنا من أجلها ألف حاجة

fuimos fascinados por el olor de la sikbāŷa... y dejamos mil cosas por su bondad

Ibn Sayyar al-Warraq describe el sikbāŷ de la siguiente manera: «el plato se elabora con carne cocida en un caldo espesado con almendras molidas, que los acadios llaman louzo, condimentado con vinagre, miel y especias».
La técnica del marinado denominada sikbāŷ proviene del persa (sik, ‘vinagre’; bāj, ‘estofado’), y en los recetarios medievales se describen como platos de cordero cocidos con vinagre y especias. También se han encontrado recetas antiguas de sikbāŷ de pescado.
El sikbāŷ aparece mencionado en Las mil y una noches.

## Terminología
Según atestigua lbn Hisam AllaxmI, سُّكَّبَاج sukkabaŷ fue la pronunciación dialectal en árabe hispánico del nombre clásico سِكْبَاج sikbāŷ. Por ser la letra árabe س (s) una consonante solar, el artículo al- pasa a pronunciarse como as-, de manera que se decía as-sukkabáŷ (اَلسُّكَّبَاج). La -ŷ o -ǧ final se pronuncia como jota inglesa o francesa (africada postalveolar sonora), que en el romance español ensordece a iskebech, y finalmente a escabeche. En idioma catalán-valenciano se conoce como escabeig o escabetx. Los catalanes introdujeron esta técnica en el sur de Italia, donde desde el siglo xiii se prepara el scapece vastese.